# Cervia
Cervia ist eine Stadt an der Adria in der Provinz Ravenna in Italien mit 28.964 Einwohnern (Stand 31. Dezember 2023). Ihr früherer Name war Ficocle (griechisch etwa „Ort der Algen“).

## Geographie
Im Dialekt wird Cervia Žìria genannt, die Einwohner heißen Cervesi. Nach einer Legende stammt der Name Cervia von dem Hirsch (italienisch cervo), der sich vor dem Erzbischof von Lodi im Wald niederkniete. Wahrscheinlicher stammt Cervia aber von den acervi, den Salzhaufen in der Saline, ab. Die Legende aber findet sich noch im Stadtwappen, durch einen knienden Hirschen dargestellt, wieder.

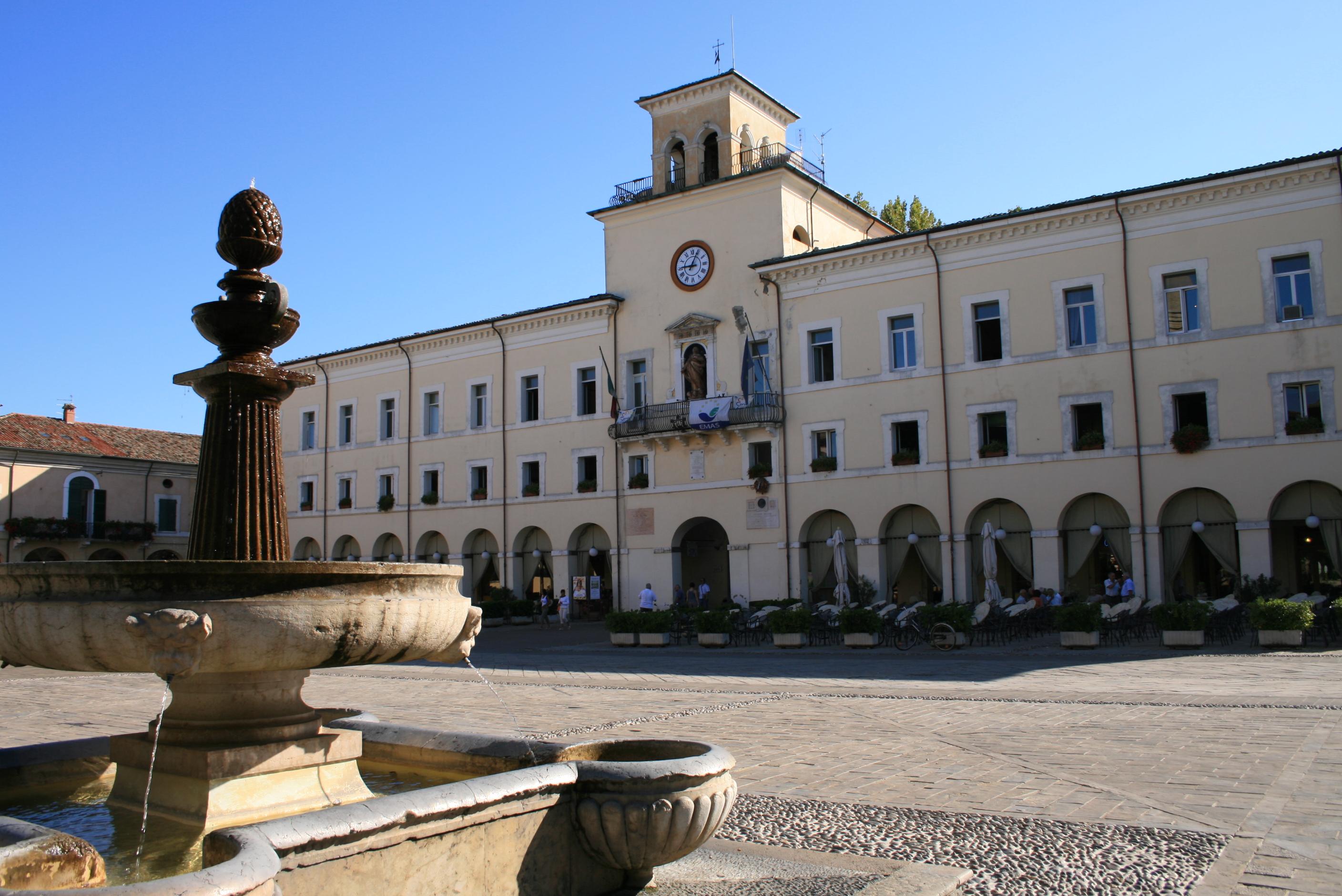
Der Stadtplatz

### Ortsteile
Die Ortsteile sind: Cannuzzo, Castiglione di Cervia (im Unterschied zum angrenzenden Castiglione di Ravenna), Milano Marittima, Montaletto, Pinarella (nach der Pinie), Pisignano, Savio (nach dem gleichnamigen Fluss), Tagliata, Terme und Villa Inferno (vom lateinischen infer ‚unten‘) mit dem Bezirk Sant’Andrea di Villa Inferno. Bei Pisignano befindet sich der Militärflugplatz Cervia.

## Geschichte
Die ursprüngliche Siedlung inmitten der Salinen wurde 1697 aus gesundheitlich-klimatischen Gründen aufgegeben und von Papst Innozenz XII. durch eine Neugründung näher am Meer ersetzt. Das durch einen Kanal mit dem Hafen verbundene Stadtzentrum zeigt noch immer den rechteckigen Grundriss einer Planstadt im Stil der Renaissance.
Von 1463 bis 1509 war Cervia venezianisch, in der Zeit von 1509 bis 1859 – ausgenommen die napoleonische Zeit – ein Teil des Kirchenstaates. 1884 wurde der Ort mit Ravenna, 1889 mit Rimini via Eisenbahn verbunden.
Cervia war wegen der Salinen besonders im Mittelalter stark umkämpft.
Dass der Ort wirtschaftlich erfolgreich war, lässt sich aus einem Zitat von Kardinal Ostiense (Herrscher von Bologna und der Romagna) ablesen: „Wir holen mehr aus der kleinen Stadt Cervia heraus als aus der ganzen Romagna.“
Ab 1911 entstand in einem Pinienhain nördlich davon der Badeort Milano Marittima. Später kamen die südlichen Badeorte Pinarella und Tagliata dazu.
1986 wurde die Diözese unter der Leitung von Ersilio Tonini mit der von Ravenna zusammengelegt.

## Wirtschaft und Infrastruktur

### Salinen
Das bei Cervia gewonnene Salz gilt als eines der besten Italiens, weil es besonders rein ist: Der Natriumchlorid-Anteil liegt über 97 % und damit ist es weniger bitter als andere Salze.
Die Salinen waren lange in päpstlichem Besitz, und es war üblich, dass früher das erste Salz der neuen „Ernte“ (das Sale fiore) der Papst bekam. Jedes Jahr (meist am ersten September-Wochenende) findet auf dem Piazzale Salinari das Salzfest „Sapore di Sale (Geschmack des Salzes)“ statt.
Aus diesem Anlass finden täglich Führungen durch die Salinen zu Fuß oder mit dem Boot statt.

### Straßennetz
Die rechteckige Altstadt ist durch die Viale Roma, die auch als abendliche Flaniermeile dient, mit dem Strand verbunden.
Parallel zu ihr verläuft die Via dei Mille vom Bahnhof zum Grand Hotel und auf der anderen Seite erstreckt sich die Piazza Andrea Costa, auf der auch der Wochenmarkt stattfindet. Diese drei Hauptachsen werden von parallel zum Strand verlaufenden Straßen gequert, die oftmals in ihrem Verlauf auch den Namen wechseln, z. B. wird die Via Cristoforo Colombo zur Viale Italia.

### Sport
Seit 2017 wird hier im September mit dem Ironman Italy ein Triathlon über die Langdistanz (3,86 km Schwimmen, 180,2 km Radfahren und 42,195 km Laufen) ausgetragen.

## Sehenswürdigkeiten
- Kathedrale Santa Maria Assunta (1699)
- Bischofspalast (17. Jahrhundert)
- Palazzo Comunale (17. Jahrhundert)
- Turm „San Michele“, erbaut im 1691, früher Wach- und Verteidigungsturm, heute Stadtbibliothek
- Freilichtmuseum „Saline Camillone“ (alle zwei Wochen Vorführungen, wie früher das Salz „geerntet“ wurde)
- Salzmagazine Torre und Darsena, erbaut 1712
- Kirche des Suffragio mit einem hölzernen Kruzifix aus dem 13. Jahrhundert
- Stadttheater (1860)
- Pfarrkirche San Stefano (977) in Pisignano

### Kriegsfriedhof
In Cervia befand sich nach dem Zweiten Weltkrieg ein großer deutscher Soldatenfriedhof, der jedoch im Zuge der Zusammenbettung der Gefallenen auf dem zentralen Soldatenfriedhof Futapass aufgelöst wurde.
Zur Erinnerung an den aufgelösten Friedhof hat der Volksbund Deutsche Kriegsgräberfürsorge die bei der Überführung der Gefallenen erhalten gebliebenen Gedenksteine der Truppe in dem Cervia-Raum der Krypta aufgestellt.

## Partnerstädte
- Jelenia Góra in Polen
- Maó in Spanien
- Aalen in Deutschland

## Persönlichkeiten
- Teodorico Borgognoni (1205–1298), Bischof und Chirurg
- Giovanni Guareschi (1908–1968), Journalist, Schriftsteller
- Tonino Guerra (1920–2012), Schriftsteller und Regisseur
- Lallo Gori (1927–1982), Filmmusikkomponist
- Lino Grassi (* 1931), Radrennfahrer
- Piero Focaccia (* 1944), Sänger
- Bruno Casanova (* 1964), Motorradrennfahrer
- Alessandro Bianchi (* 1966), Fußballspieler